# Paola Bustamante
Paola Bustamante Suárez (18 de octubre de 1972) es una abogada peruana. Fue Ministra de Desarrollo e Inclusión Social del Perú durante los gobiernos de Martín Vizcarra en 2019 y Ollanta Humala de 2014 a 2016.

## Biografía

### Estudios
Es abogada de profesión por la Universidad de San Martín de Porres, con maestría en Administración y Gerencia Pública, en la Universidad de Alcalá de Henares, y con estudios de doctorado en Ciencia Política de la Universidad Autónoma de Madrid.

### Carrera profesional
Fue directora de la Dirección de Gestión y Negociación Internacional de la Agencia Peruana de Cooperación Internacional (APCI), de 2008 a 2011.
Trabajó como consultora en el Programa de las Naciones Unidas para el Desarrollo (PNUD). En el 2012 fue directora ejecutiva del Programa Nacional de Asistencia Alimentaria (PRONAA), entidad en la cual debió afrontar su disolución después que las evaluaciones de impacto demostraron su poca eficacia en los objetivos institucionales planteados desde su creación. También ejerció  como asesora y consultora en el Ministerio de Trabajo y Promoción del Empleo del Perú.
De agosto de 2013 a febrero de 2014 fue Viceministra de Prestaciones Sociales del Ministerio de Desarrollo e Inclusión Social del Perú (MIDIS).
Desde 2019, es asesora de la Presidencia del Consejo de Ministros. Fue designada como Alta Comisionada para el Diálogo y el Desarrollo en el Corredor Vial Sur.

#### Ministra de Desarrollo e Inclusión Social
El 24 de febrero de 2014 juró ante el presidente Ollanta Humala como titular del Ministerio de Desarrollo e Inclusión Social, reemplazando a Mónica Rubio. La ceremonia se realizó en el Salón Dorado de Palacio de Gobierno.
El 11 de marzo de 2019, regresó al mismo cargo, esta vez bajo la administración presidencial de Martín Vizcarra en el gabinete ministerial presidido por Salvador del Solar.